# Línia evolutiva de Wailmer
Aquesta línia evolutiva de Pokémon inclou Wailmer i Wailord.

## Wailmer
Wailmer és una de les espècies que apareixen a la franquícia Pokémon, una sèrie de videojocs, anime, mangues, llibres, cartes col·leccionables i altres mitjans que va ser inventada per Satoshi Tajiri i ha generat milers de milions de dòlars en beneficis per a Nintendo i Game Freak. És de tipus aigua i evoluciona a Wailord.

### En els videojocs
Apareix per primera vegada a la saga del Pokémon Rubí i Safir, ja que és un Pokémon de tercera generació.

A Pokémon Go és un dels Pokémon més difícils d'evolucionar, per la quantitat de caramels necessaris per a poder fer-ho, ja que són 400. Va sortir de forma brilant en abril de 2018.

## Wailord
Wailord és una de les espècies que apareixen a la franquícia Pokémon, una sèrie de videojocs, anime, mangues, llibres, cartes col·leccionables i altres mitjans que va ser inventada per Satoshi Tajiri i ha generat milers de milions de dòlars en beneficis per a Nintendo i Game Freak. És de tipus aigua i evoluciona de Wailmer.